# Phyllophaga wickhami
Phyllophaga wickhami är en skalbaggsart som beskrevs av Saylor 1940. Phyllophaga wickhami ingår i släktet Phyllophaga och familjen Melolonthidae. Inga underarter finns listade i Catalogue of Life.